# بوکیلاس (آریزونا)
بوکیلاس (به انگلیسی: Boquillas) یک منطقهٔ مسکونی در ایالات متحده آمریکا است که در آریزونا واقع شده‌است. بوکیلاس ۱٬۱۹۰ متر بالاتر از سطح دریا واقع شده‌است.